# António Félix da Costa

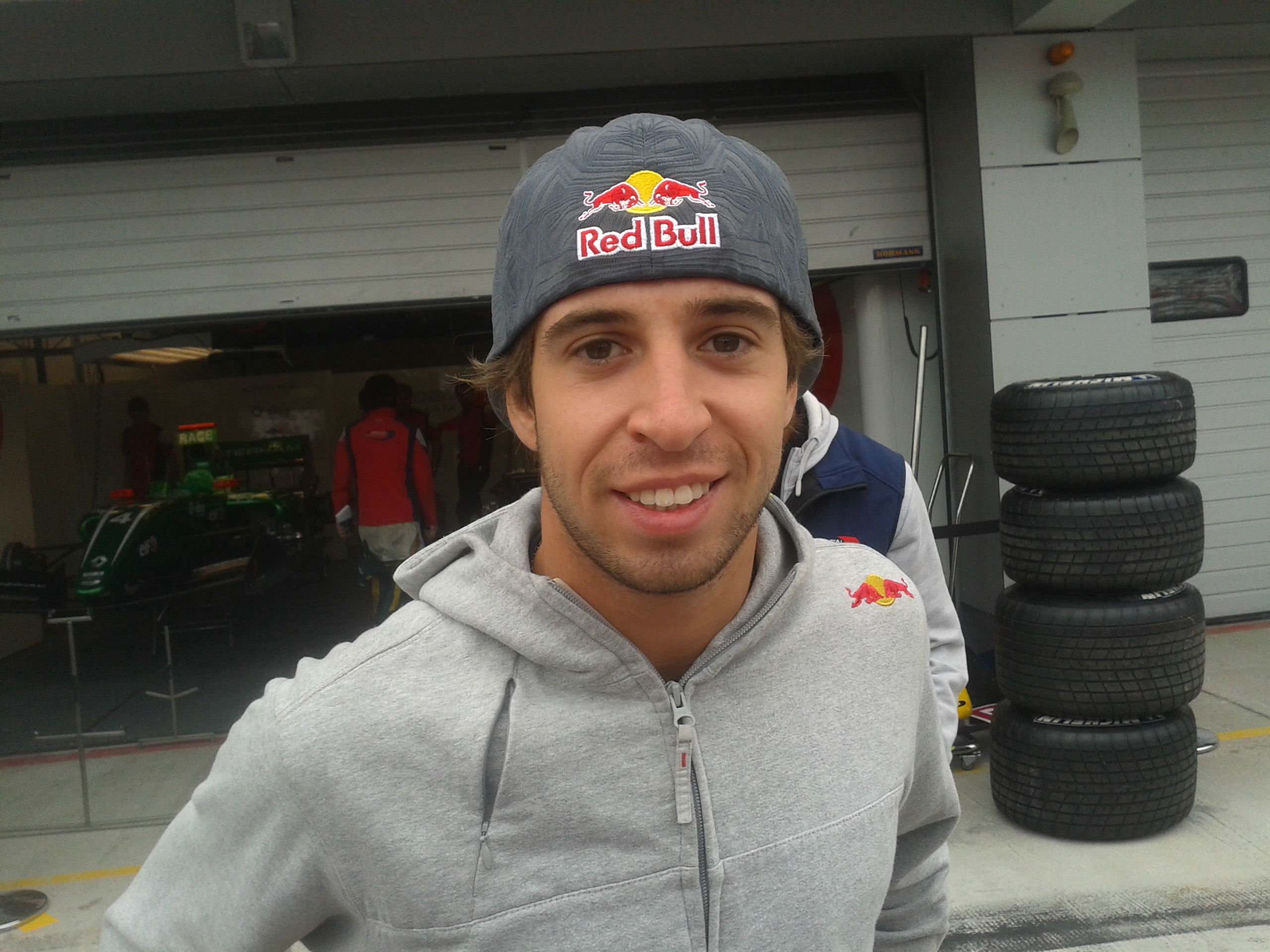
António Félix da Costa

António Félix da Costa, celým jménem António Maria de Melo Breyner Félix da Costa (* 31. srpna 1991 Cascais, Portugalsko) je portugalský automobilový závodník. K jeho největším úspěchům patří vítězství v Grand Prix Macaa v roce 2012 a vítězství v seriálu Formule Renault 2.0 NEC v roce 2009. Je mladším bratrem automobilového závodníka Duarta Félixe da Costy. V roce 2014 se účastí německého mistrovství cestovních vozů DTM. Pojede v týmu BMW MTEK.

## Kariéra
Svou kariéru začal v motokárách, ke kterým se dostal díky staršímu bratrovi. Svůj první motokárový závod jel v 9 letech. Když se mu povedlo posbírat všechny úspěchy v Portugalsku (mistr Portugalska), vydal se závodit do zahraničí. Stal se vicemistrem Evropy a byl třetí v italském mistrovství.

### Monoposty
Do monopostu přešel v roce 2008. Účastnil se Formule Renault 2.0 NEC, kde skončil na 2. místě, a také v Eurocupu, kde se umístil na 13. místě. V roce 2009 jel opět oba dva šampionáty. Zatímco ve Formuli Renault vyhrál, v Eurocupu skončil na 3. místě.
V roce 2010 se zúčastnil seriálu F3 Euro Series. Obsadil 7. místo a získal titul Nejlepší nováček. Ve stejném roce odjel ještě 4 závody v seriálu GP3. Tam se třemi body obsadil 23. místo. Následující rok pokračoval v GP3, kde se umístil na 13. místě s jedním vítězstvím. K GP3 přidal ještě 6 závodů v britské formuli 3, závod v Macau (Macau Grand Prix) a GP2 Final. Sezóna 2012 v GP3 byla pro něho nejúspěšnější. Získal celkem 3 vítězství a 132 bodů. V tomto roce pro něj nebyla GP3 nejdůležitější. Znovu startoval v Macau, kde vyhrál a získal také pole position a nejrychlejší kolo. V roce 2012 nastoupil již do rozjeté sezóny, když nahradil v týmu Arden Caterham Lewise Williamsona. Z počátku nebyly výsledky. Na konci sezóny se jeho forma zlepšila. V roce 2013 se ihned po získání vítězství v Monze jeho výsledky zhoršily. S autem nepodával dobré výsledky a čtyřikrát nedokončil závod.

### Red Bull Junior Team
V roce 2012 se dostal do výcvikového programu Red Bull Junior Team. Ten pomáhá dostat se pilotům až do formule 1. V roce 2012 se mohl během testu svézt ve formuli týmu Red Bull Racing v Abú Dhabí, kde byl úspěšný, když zajel během testů celkově 2. nejrychlejší čas. V roce 2013 přišla tato šance znovu v Silverstone. V současné době bojuje o uvolněné místo v týmu Toro Rosso, kde je vážným kandidátem.

## Kompletní výsledky
| Legenda k tabulce | Legenda k tabulce                                                                       |
| Barva             | Výsledek                                                                                |
| ----------------- | --------------------------------------------------------------------------------------- |
| Zlatá             | Vítěz                                                                                   |
| Stříbrná          | 2. místo                                                                                |
| Bronzová          | 3. místo                                                                                |
| Zelená            | Bodované umístění                                                                       |
| Modrá             | Nebodované umístění                                                                     |
| Modrá             | Dokončil neklasifikován (NC)                                                            |
| Fialová           | Odstoupil (Ret)                                                                         |
| Červená           | Nekvalifikoval se (DNQ)                                                                 |
| Červená           | Nepředkvalifikoval se (DNPQ)                                                            |
| Černá             | Diskvalifikován (DSQ)                                                                   |
| Bílá              | Nestartoval (DNS)                                                                       |
| Bílá              | Závod zrušen (C)                                                                        |
| Světle modrá      | Pouze trénoval (PO)                                                                     |
| Světle modrá      | Páteční testovací jezdec (TD)                                                           |
| Bez barvy         | Netrénoval (DNP)                                                                        |
| Bez barvy         | Vyřazen (EX)                                                                            |
| Bez barvy         | Nepřijel (DNA)                                                                          |
| Bez barvy         | Odvolal účast (WD)                                                                      |
| Bez barvy         | Nezúčastnil se (prázdné)                                                                |
| Označení          | Význam                                                                                  |
| Tučnost           | Pole position                                                                           |
| Kurzíva           | Nejrychlejší kolo                                                                       |
| †                 | Jezdec nedojel do cíle, ale byl klasifikován, protože odjel více než 90 % délky závodu. |
| ‡                 | Byl udělován poloviční počet bodů, protože bylo odjeto méně než 75 % délky závodu.      |
| Horní index       | Umístění bodujících jezdců ve sprintu                                                   |

### Formule E
| Rok     | Tým                       | Šasi                 | Pohonná jednotka | 1       | 2       | 3       | 4       | 5       | 6       | 7      | 8       | 9       | 10      | 11     | 12     | 13    | Body | Umístění  |
| ------- | ------------------------- | -------------------- | ---------------- | ------- | ------- | ------- | ------- | ------- | ------- | ------ | ------- | ------- | ------- | ------ | ------ | ----- | ---- | --------- |
| 2014–15 | Amlin Aguri               | Spark SRT01-e        | SRT01-e          | BEI     | PUT 8   | PDE Ret | BNA 1   | MIA 6   | LBH 7   | MON 9  | BER 11  | MOS 7   | LON     | LON    |        |       | 51   | 8. místo  |
| 2015–16 | Team Aguri                | Spark SRT01-e        | SRT01-e          | BEI Ret | PUT 6   | PDE 6   | BNA Ret | MEX Ret | LBH Ret | PAR 8  | BER     | LON 6   | LON 11  |        |        |       | 28   | 13. místo |
| 2016–17 | MS Amlin Andretti         | Spark SRT01-e        | Andretti ATEC-02 | HKG 5   | MAR Ret | BUE 11  | MEX Ret | MON 11  | PAR Ret | BER 16 | BER 11  | NYC 12  | NYC 15  | MTL 14 | MTL 15 |       | 10   | 20. místo |
| 2017–18 | MS&AD Andretti Formula E  | Spark SRT01-e        | Andretti ATEC-03 | HKG 6   | HKG 11  | MAR 14  | SAN 9   | MEX 7   | PDE 11  | ROM 11 | PAR Ret | BER 15  | ZUR 8   | NYC 11 | NYC 15 |       | 20   | 15. místo |
| 2018–19 | BMW i Andretti Motorsport | Spark SRT05e         | BMW iFE.18       | ADR 1   | MAR Ret | SAN Ret | MEX 2   | HKG 10  | SNY 3   | ROM 9  | PAR 7   | MON DSQ | BER 4   | BRN 12 | NYC 3  | NYC 9 | 99   | 6. místo  |
| 2019–20 | DS Techeetah              | Spark-DS Automobiles | DS E-TENSE FE20  | ADR 14  | ADR 10  | SAN 2   | MEX 2   | MRK 1   | BER 1   | BER 1  | BER 4   | BER 2   | BER Ret | BER 9  |        |       | 158  | 1. místo  |